# Kibet (Éthiopie)
Pour les articles homonymes, voir Kibet (homonymie).
Kibet (ou Kibat) est une ville et un woreda du centre-sud de l'Éthiopie située dans la zone Silt'e.
Peuplée de 5 678 habitants en 2007, elle se trouve environ 12 km au sud de Butajira et 25 km au nord-est de Worabe.
Deuxième agglomération du woreda Silt'e en 2007, elle forme ensuite un district urbain de 48 km2 de superficie limitrophe de la zone Est Gurage.
Comme toute la zone Silt'e, elle passe de la région des nations, nationalités et peuples du Sud à la région Éthiopie du Centre en août 2023.